# Leucocoria
La leucocoria se refiere a un signo clínico caracterizado por la aparición de un reflejo o mancha blanca en la región pupilar. También se le llama pupila blanca.
La leucocoria puede ser detectada por un examen de rutina del fondo de ojo. Durante el examen, la retina tiene una coloración rosada en el ojo normal, mientras que en la leucocoria, aparece con una mancha blanquecina. También puede observarse al tomar una foto en la que la pupila aparece de color blanquecino en vez de rojo, efecto que nunca es normal en un ojo fotografiado.
La leucocoria puede ser causada por una catarata, un desprendimiento de retina, una retinopatía de la infancia, o por un retinoblastoma, y es un signo característico de la enfermedad de Norrie.